# Verwaltungsgemeinschaft Uffenheim
In der Verwaltungsgemeinschaft Uffenheim im mittelfränkischen Landkreis Neustadt an der Aisch-Bad Windsheim haben sich folgende Gemeinden zur Erledigung ihrer Verwaltungsgeschäfte zusammengeschlossen:
1. Ergersheim, 1081 Einwohner, 30,00 km²
2. Gollhofen, 918 Einwohner, 17,02 km²
3. Hemmersheim, 655 Einwohner, 23,83 km²
4. Ippesheim, Markt, 1113 Einwohner, 23,56 km²
5. Markt Nordheim, Markt, 1174 Einwohner, 39,31 km²
6. Oberickelsheim, 736 Einwohner, 18,22 km²
7. Simmershofen, 969 Einwohner, 34,20 km²
8. Uffenheim, Stadt, 6807 Einwohner, 59,46 km²
9. Weigenheim, 1005 Einwohner, 32,64 km²

Sitz der Verwaltungsgemeinschaft ist Uffenheim.